# Samara (Ucraina)
Il Samara (in ucraino Самара?) è un fiume ucraino affluente di sinistra del Dnepr.

## Percorso
Nasce nei pressi del villaggio di Mar"ïvka, nell'ovest dell'oblast' di Donec'k. A valle di Pavlohrad riceve in sinistra orografia il Vovča. Sfocia in sinistra orografica nel Dnepr a Dnipro.